# قانوناً بلوند ۲: قرمز، سفید و بلوند
قانوناً بلوند ۲: قرمز، سفید و بلوند (به انگلیسی: Legally Blonde 2: Red, White & Blonde) فیلمی محصول سال ۲۰۰۳ آمریکا به کارگردانی چارلز هرمان وارمفیلد است. این فیلم قسمت دوم فیلم لگالی بلوند می‌باشد همچنین در این فیلم بازیگرانی همچون ریس ویترسپون، رجینا کینگ ، سالی فیلد ،بروس مک‌گیل ،دانا ایوی ، مری‌لین رایسکوب ، باب نیوهارت ، لوک ویلسون ، جنیفر کولیج ، آلانا اوباک،بروس توماس ، سارا شاهی ، ماسای اوکا و نیکول بیلدربک ایفای نقش کرده‌اند.